# Perutýn žoldnéř
Perutýn žoldnéř (Pterois miles), někdy také perutýn ďábelský, je druh perutýna. Je velmi podobný perutýnovi ohnivému (P. volitans), ale vyznačuje se určitými rozdíly v tělní stavbě a hlavně v geografickém rozšíření.

## Systematika
Perutýn ohnivý a žoldnéř jsou blízce příbuzné druhy, které se pravděpodobně oddělily před 2,4-8,3 miliony lety na základě procesu speciace, a to buď alopatrické (tzn. druhy byly zcela odděleny neznámou bariérou) nebo parapatrické (došlo k částečnému oddělení). Je však také možné, že P. volitans a P. miles nejsou dva druhy, ale pouze jeden, v rámci něhož však došlo k vytvoření dvou populací s mírně odlišnými geny (konkrétně proces třídění linií).

## Popis
Vykazuje mnoho shodných znaků s perutýnem ohnivým. Má však například poněkud menší tečky na nepárových ploutvích. Dále se vyznačuje jinými počty měkkých paprsků: na hřbetní ploutvi jich má 10 (perutýn ohnivý 11), na řitní ploutvi 6 (perutýn ohnivý 7).

## Rozšíření
Perutýn žoldnéř obývá Indický oceán. Jeho rozšíření sahá od Rudého moře po Sumatru, v severojižním směru od Perského zálivu až do jižní Afriky. V rámci lessepsovské migrace se začíná objevovat i ve východní části Středozemního moře.